# Estágio latente

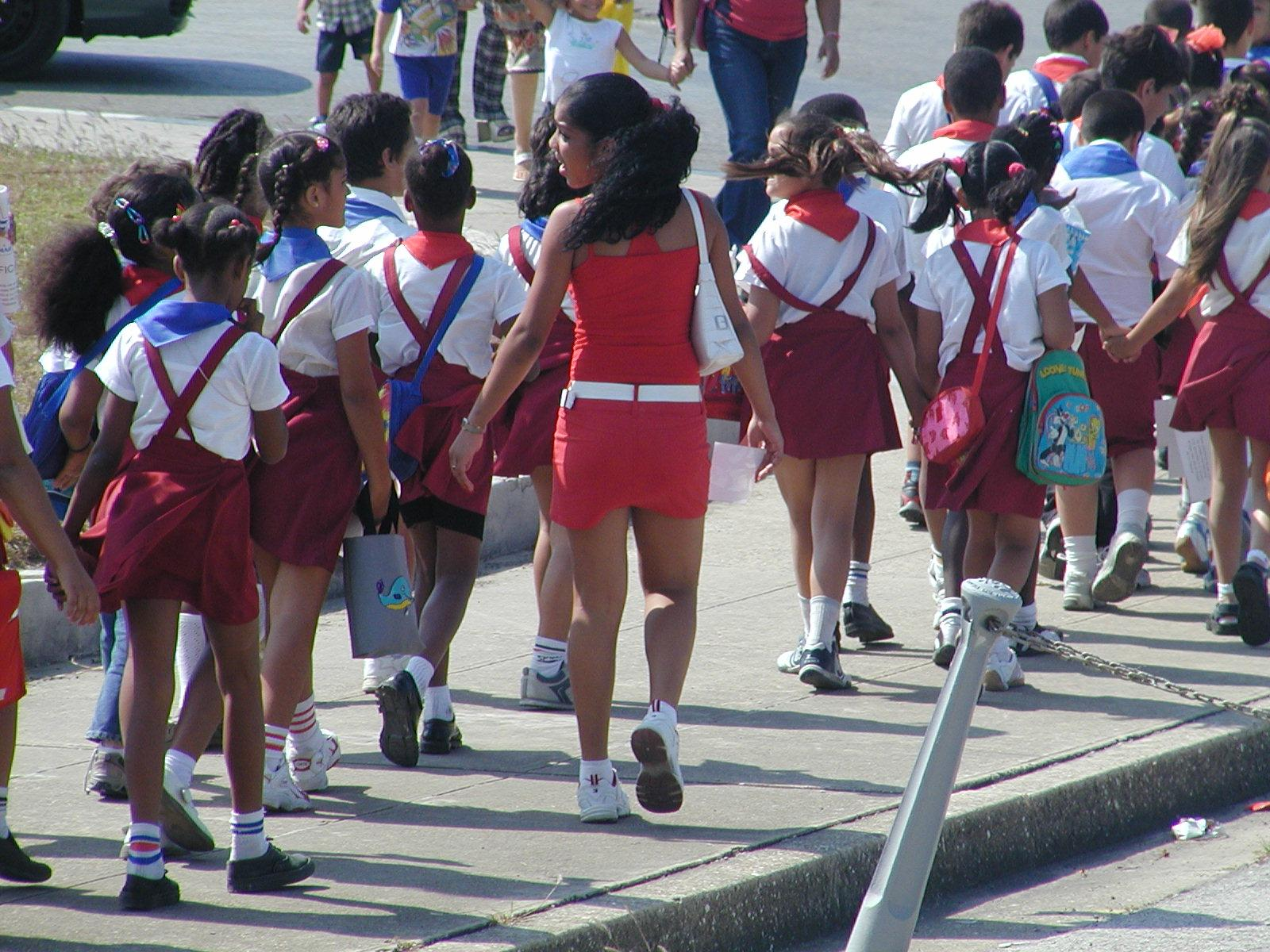
Crianças em idade de educação primária normalmente se encontram no estágio latente de seu desenvolvimento psicossexual.

O estágio latente é um conceito desenvolvido por Sigmund Freud que designa um estágio no desenvolvimento psicossexual da criança.
A psicanálise propõe um desenvolvimento sexual em dois períodos: um primeiro período, do nascimento ao chamado complexo de Édipo, e outro, da puberdade à maturidade sexual. O período que medeia entre esses dois estágios é chamado de latência.

Laplanche o define como:
Período entre o declínio da sexualidade infantil (quinto ou sexto ano) e o início da puberdade, e representa um estágio de detenção na evolução da sexualidade. Durante este período, uma diminuição nas atividades sexuais, a dessexualização das relações objetais e de sentimentos (especialmente a predominância da ternura sobre os desejos sexuais) e o surgimento de sentimentos como a modéstia o desgosto e das aspirações morais e estéticas. Segundo a teoria psicanalítica, o período de latência tem sua origem no declínio do complexo de Édipo; corresponde a uma intensificação da repressão (que causa uma amnésia que cobre os primeiros anos), uma transformação da catexia dos objetos em identificações com os pais e um desenvolvimento de sublimações.

## Conceito
O estágio de latência pode começar por volta dos cinco anos de idade e pode continuar até a puberdade, entre as idades de dez e dezesseis anos. A faixa etária muda conforme as práticas de criação de filhos; as mães dos países do Primeiro Mundo, durante o tempo em que Freud estava formando suas teorias, eram mais propensas a ficar em casa com as crianças pequenas, e os adolescentes iniciavam a puberdade em média mais tarde do que os adolescentes de hoje.
Freud descreveu a fase latente como de relativa estabilidade. Nenhuma nova organização da sexualidade se desenvolve, e ele não prestou muita atenção a ela. Por essa razão, essa fase nem sempre é mencionada nas descrições de sua teoria como uma das fases, mas como um período separado.
A fase latente se origina durante o estágio fálico, quando o complexo de Édipo da criança começa a se dissolver. A criança percebe que seus desejos e anseios pelo pai do sexo oposto não podem ser cumpridos e se afastarão desses desejos.
A criança então começa a se identificar com o pai do mesmo sexo. A libido é transferida dos pais para amigos do mesmo sexo, clubes e figuras de heróis/modelos. Os impulsos sexuais e agressivos são expressos em formas socialmente aceitas através dos mecanismos de defesa da repressão e sublimação.
Durante a fase de latência, a energia que a criança colocou anteriormente no problema edipiano pode ser usada para desenvolver a si mesmo. O superego já está presente, mas se torna mais organizado e baseado em princípios. A criança adquire habilidades e valores culturais. A criança evoluiu de um bebê com impulsos primitivos para um ser humano razoável com sentimentos complexos como vergonha, culpa e nojo. Durante esse estágio, a criança aprende a adaptar-se à realidade e também inicia o processo do que Freud chama de "amnésia infantil": a repressão das primeiras lembranças traumáticas, excessivamente sexuais ou malignas da criança.

## Outros pensadores
A filha de Freud, a psicanalista Anna Freud, viu possíveis consequências para a criança quando a solução do problema edipiano é adiada. Ela afirma que isso levará a uma variedade de problemas no período de latência: a criança terá problemas em se adaptar a pertencer a um grupo e mostrará falta de interesse, fobias escolares e muita saudade (se for internada na escola). No entanto, se o problema edípico for resolvido, a fase latente pode trazer à criança novos problemas, como se juntar a gangues, rebelar-se contra a autoridade e o início da delinquência.     Pelo contrário, Jacques Lacan enfatizou a importância do problema edipiano para o desenvolvimento dos indivíduos e estados que a resolução bem sucedida do que é a causa mais provável para a incapacidade de chegar a termos com relações simbólicas, como a lei e as expectativas da sociedade. Nos casos mais extremos de falha - onde não há oposição para o acesso da criança à mãe e vice-versa - o resultado é perversão.
O psicólogo e psicanalista do desenvolvimento Erik Erikson desenvolveu um modelo de estágio para a evolução do ego. A fase de latência corresponde ao seu estágio de competência, ou "indústria e inferioridade", idade de 5 anos até a puberdade. A criança está ansiosa para aprender novas habilidades. Durante este estágio, a criança compara sua autoestima a outras pessoas. Porque a criança pode reconhecer grandes disparidades em suas habilidades em relação a outras crianças, a criança pode desenvolver um sentimento de inferioridade a elas.